# Заозерное (Краснознаменский городской округ)
Заозёрное (до 1938 — Йенишкен (нем. Jänischken), до 1946 — Хансру (нем. Hansruh)) — посёлок в Краснознаменском муниципальном округе Калининградской области России.

## Топоним
Населённый пункт назывался Енишкен до 1938 года, Хансру до 1946 года.

## География
Находится в северо-восточной части Калининградской области, в зоне хвойно-широколиственных лесов, в пределах Шешупе-Инстручской равнины.

### Климат
Климат характеризуется как переходный от морского к умеренно континентальному. Среднегодовая температура воздуха — 8,3 °C. Средняя температура воздуха самого холодного месяца (января) — −0,9 °C; самого тёплого месяца (июля) — 18,5 °C. Годовое количество атмосферных осадков — 883 мм, из которых 586 мм выпадает в период с апреля по октябрь.

## История
Во время Первой мировой войны посёлок Енишкен (Йенишкен) находился в зоне боевых действий в январе 1915 года.
В период с 2008 по 2016 годы входило в состав Весновского сельского поселения Краснознаменского района, с 2016 по 2022 годы — в состав Краснознаменского городского округа.

## Население
| 1867 | 1885 | 1905 | 2002 | 2010 |
| ---- | ---- | ---- | ---- | ---- |
| 177  | ↘167 | ↗180 | ↘6   | ↗11  |

Население Енишкена в 1910 году составляло 132 человека, в 1933 году — 152 человека, в 1939 году — 133 человека.

## Инфраструктура
Личное подсобное хозяйство с зоной сельскохозяйственного использования, индивидуальная застройка усадебного типа.

## Транспорт
Заозерное доступно автотранспортом.